# Poppy Montgomery

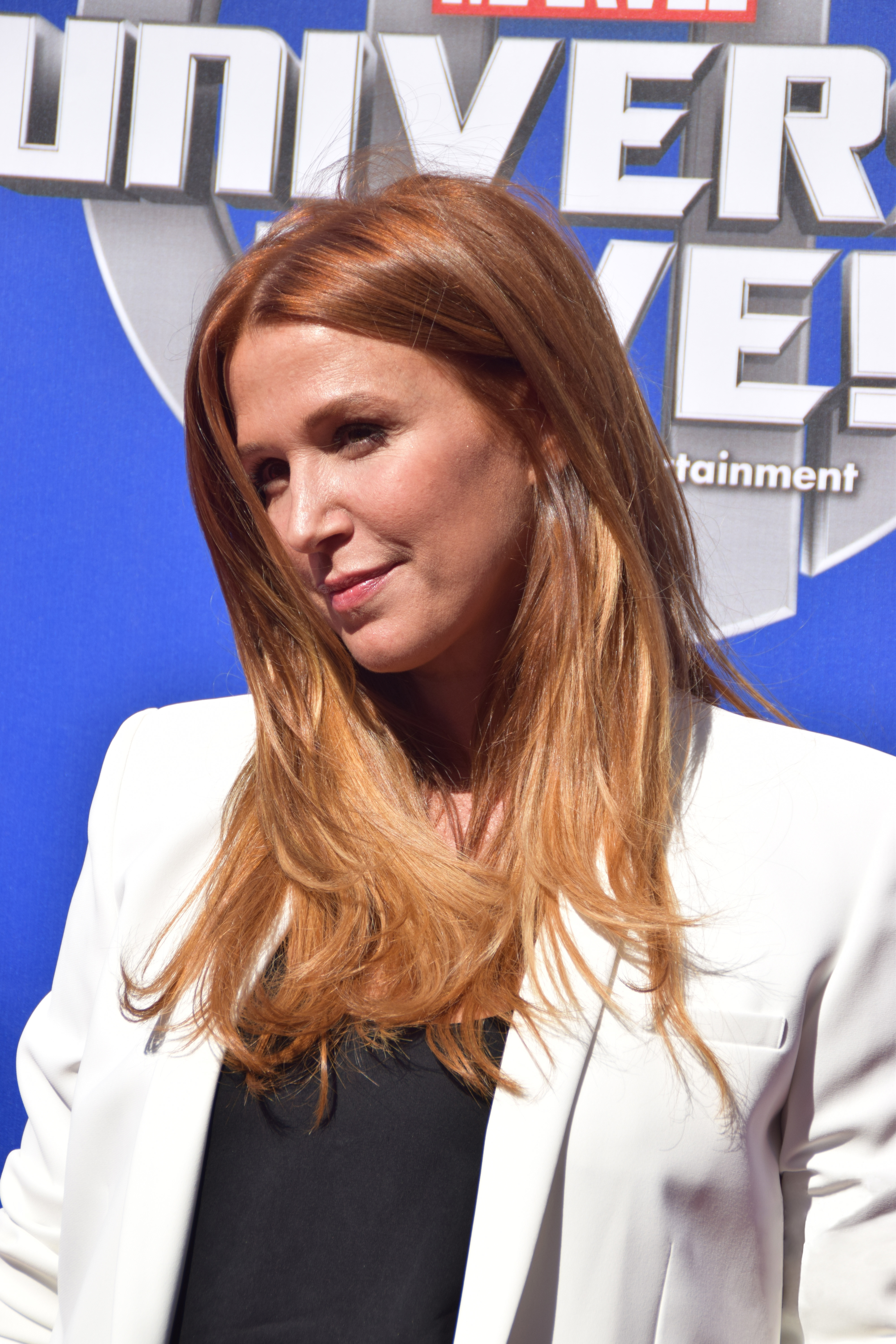
Poppy Montgomery (2015)

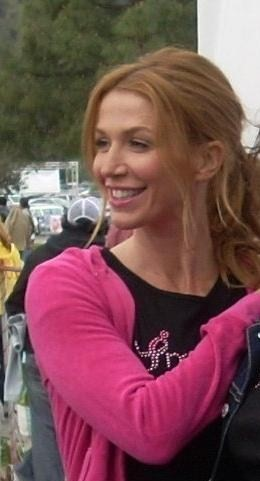
Poppy Montgomery (2009)

Poppy Montgomery (* 15. Juni 1972 in Sydney, New South Wales als Poppy Petal Emma Elizabeth Deveraux Donahue) ist eine australische Schauspielerin.

## Leben
Wie ihre Geschwister wurde sie nach einer Blume (Poppy heißt Klatschmohn) benannt. Für ihre Arbeit als Schauspielerin hat sie den Geburtsnamen ihrer Mutter, Montgomery gewählt.
Mit 14 Jahren brach sie die Schule ab und arbeitete in einem Restaurant ihres Vaters. Als sie 16 Jahre alt war, verließ sie Australien und reiste zwei Jahre lang durch die Welt, bis sie mit 18 Jahren in die USA kam. In Los Angeles musste sie sich zunächst einen amerikanischen Akzent antrainieren, bevor sie ab 1994 gecastet wurde. Ein Jahr später hatte sie einen kurzen Auftritt in Teufel in Blau neben Denzel Washington und Don Cheadle. Es folgten Gastauftritte in den Fernsehserien Party of Five und New York Cops – NYPD Blue.
Ihren Durchbruch hatte sie 2001 mit der Titelrolle als Marilyn Monroe in der Miniserie Blond nach dem Roman von Joyce Carol Oates. Von 2002 bis 2009 gehörte sie zur Stammbesetzung von Without a Trace – Spurlos verschwunden. Von 2011 bis 2016 spielte sie in der Krimiserie Unforgettable die Hauptrolle der Carrie Wells.
Am 23. Dezember 2007 brachte sie einen Sohn zur Welt. Der Vater ist Adam Kaufman, mit dem sie von 2005 bis 2011 zusammen war. Am 23. April 2013 folgte eine Tochter, am 11. November 2014 ein zweiter Sohn. Der Vater ist ihr Partner Shawn Sanford.

## Filmografie (Auswahl)
- 1994: Palm Beach-Duo (Silk Stalkings, Fernsehserie, zwei Folgen)
- 1994: Teenage T-Rex (Tammy and the T-Rex)
- 1995: Teufel in Blau (Devil in a Blue Dress)
- 1996–1997: Beziehungsweise (Relativity, Fernsehserie, 17 Folgen)
- 1996: Emergency in Space – Notfall im All (The Cold Equations)
- 1996: Party of Five (Fernsehserie, Folge 2x13 Poor Substitutes)
- 1996: New York Cops – NYPD Blue (NYPD Blue, Fernsehserie, Folge 3x11 Burnin’ Love)
- 1998: Dead Man on Campus
- 1999: Ganz normal verliebt (The Other Sister)
- 1999: Lebenslänglich (Life)
- 2000: The Beat (Fernsehserie, drei Folgen)
- 2001: Blonde (Miniserie)
- 2001: Going to California  (Fernsehserie, Folge 1x11 Hurricane Al: A Tale of Key Largo)
- 2002: Glory Days (Fernsehserie, neun Folgen)
- 2002–2009: Without a Trace – Spurlos verschwunden (Without a Trace, Fernsehserie, 160 Folgen)
- 2004: Familie auf Umwegen (Raising Waylon)
- 2004: 50 Ways to Leave Your Lover
- 2005: Kleine weiße Wunder (Snow Wonder)
- 2005: Murder in the Hamptons (Fernsehfilm)
- 2005: Between
- 2010: True Blue (Fernsehfilm)
- 2010: Cinderella Love Story (Lying to Be Perfect, Fernsehfilm)
- 2011: Magic Beyond Words – Die zauberhafte Geschichte der J. K. Rowling (Magic Beyond Words: The JK Rowling Story)
- 2011–2016: Unforgettable (Fernsehserie, 61 Folgen)
- 2015: Signed, Sealed, Delivered: from Paris, With Love (Fernsehfilm)
- 2017: A Surrogate’s Nightmare (Fernsehfilm)
- 2019: Reef Break (Fernsehserie, 13 Folgen)
- 2021: Christmas on the Farm